# 凯瑟琳·考克斯
凯瑟琳·考克斯（英語：Catherine Cox，1976年5月24日—），澳大利亚女子篮网球运动员。她曾代表澳大利亚参加2002年、2006年和2010年英联邦运动会篮网球比赛，获得一枚金牌和二枚银牌。